# 国道196号

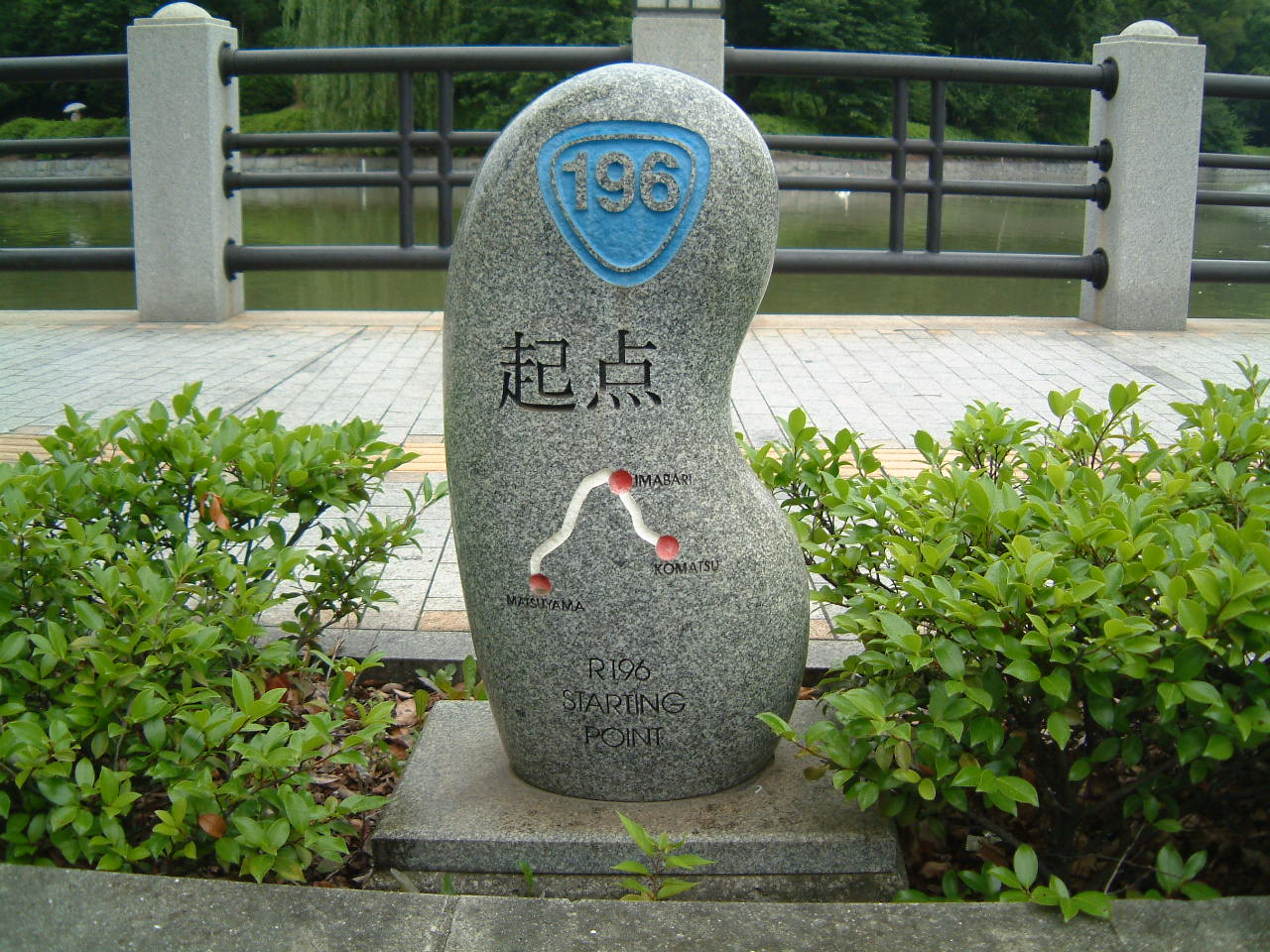
国道196号 起点標
愛媛県松山市 西堀端交差点

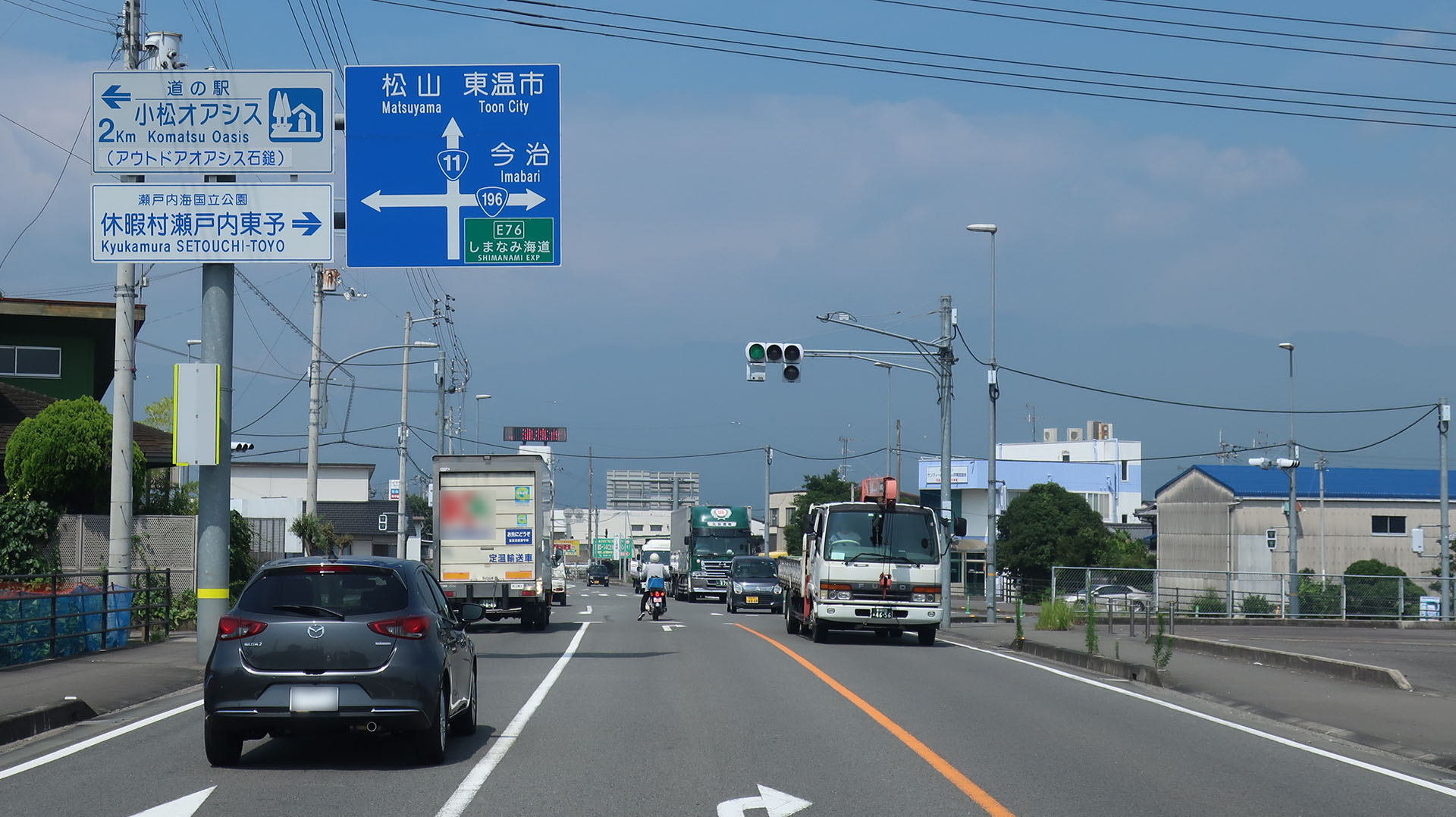
国道196号 終点
西条市小松町新屋敷付近
（国道11号上）

国道196号（こくどう196ごう）は、愛媛県松山市から今治市を経由して、西条市に至る一般国道である。

## 概要

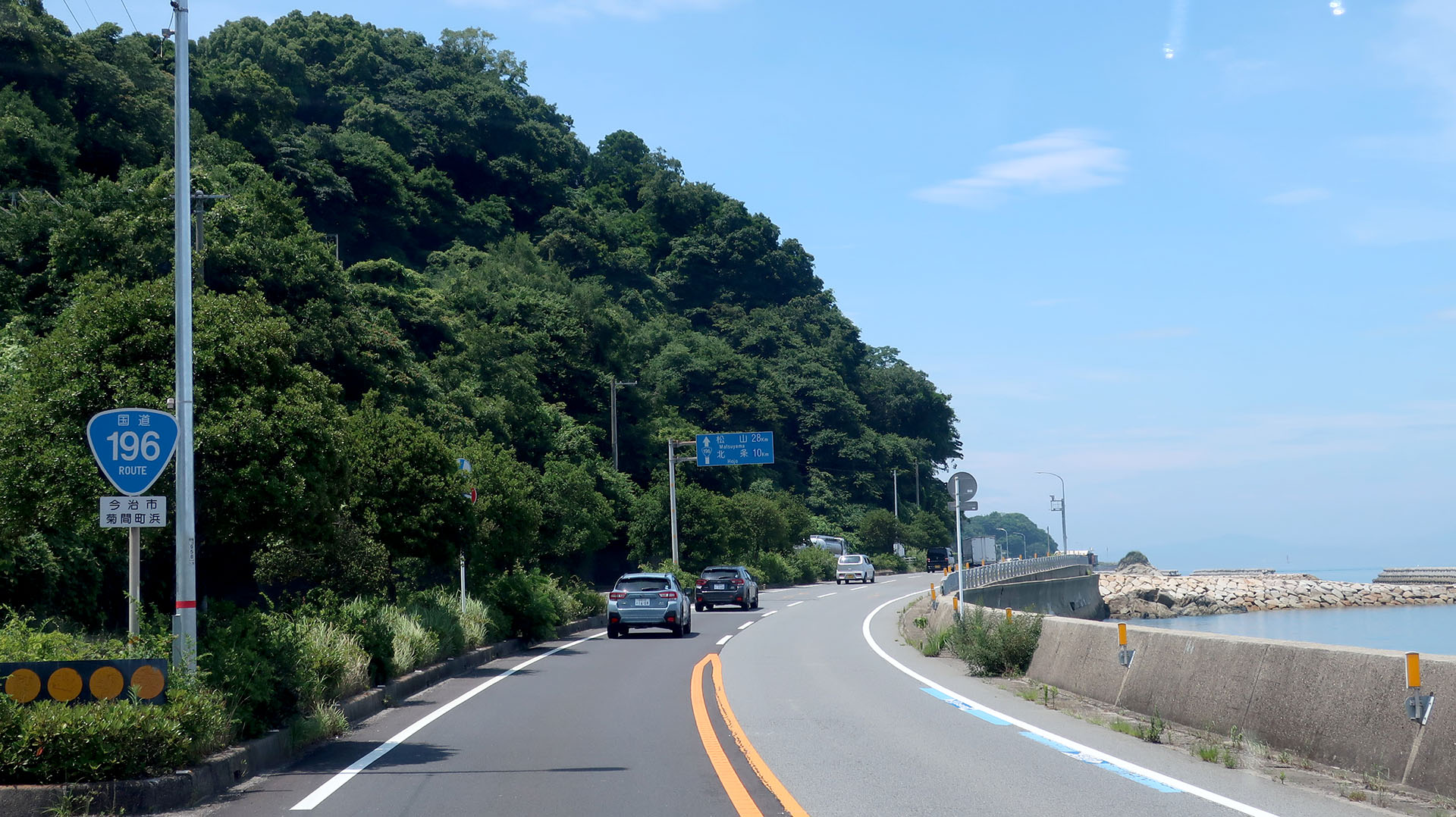
愛媛県今治市菊間町浜
（2020年7月撮影）

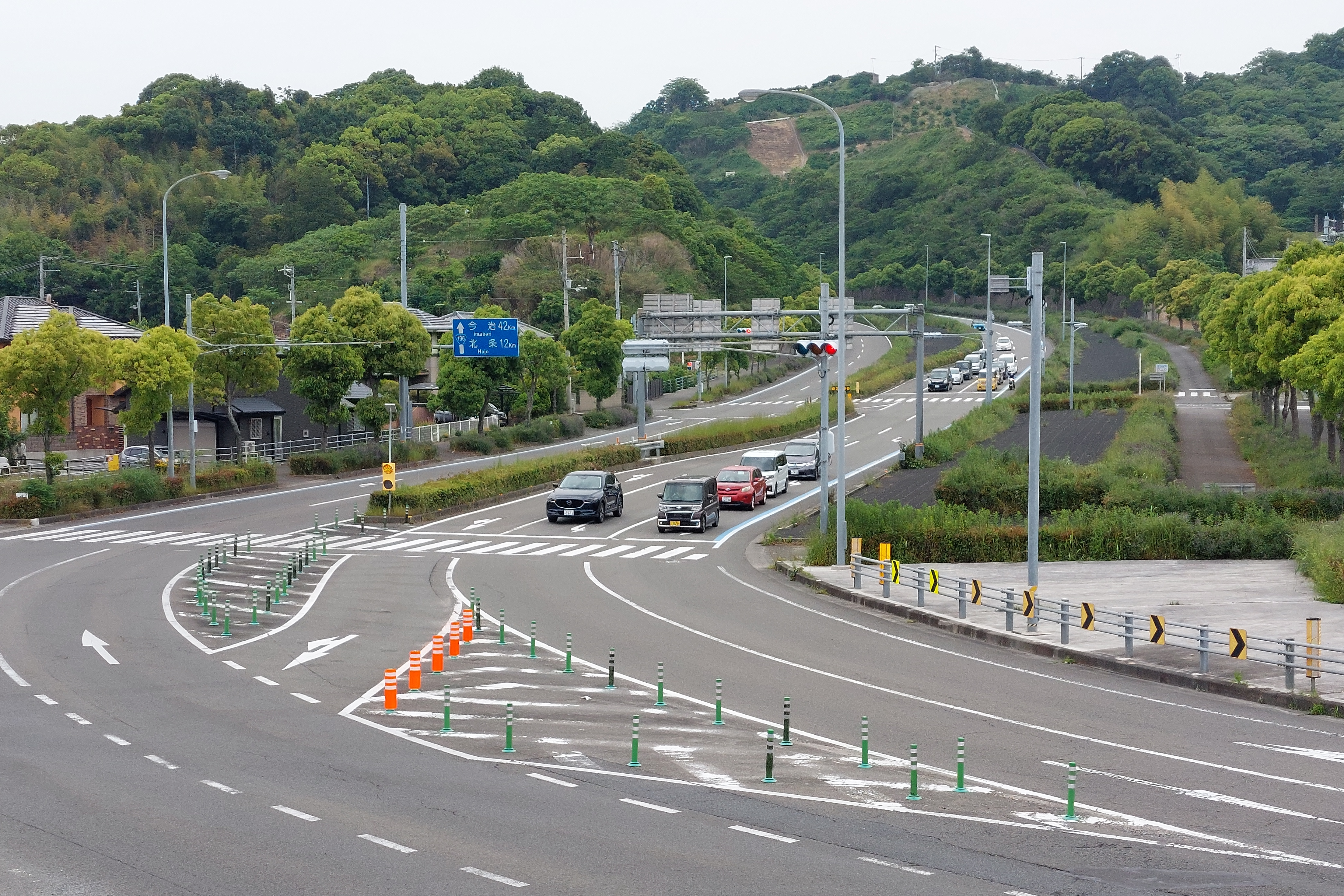
松山市平田交差点
（2024年5月撮影）

愛媛県の松山地区と東予地方を結ぶ重要ルートの1つで、県内第2の人口を擁する今治市を経由し、西瀬戸自動車道（通称：しまなみ海道）にも連絡している。また、全線が指定区間となっている。松山市内（特に堀江町以南）や今治市中心部は近年まで片側1車線の道幅のままであった。しかし、現在では、どちらの区間でも松山北条バイパス、今治バイパスといった、バイパス建設や現道拡幅の工事が完成しており、交通事情が改善されている。一方、松山市大浦から今治市大西地域付近にかけては、瀬戸内海の斎灘（いつきなだ）に沿う眺望の良い区間であり、愛媛県中心部の手軽なドライブコースとして人気がある。

### 路線データ
一般国道の路線を指定する政令に基づく起終点および重要な経過地は次のとおり。
- 起点：松山市（大手町1丁目1番6、西堀端交差点 = 国道56号交点、愛媛県道19号松山港線終点）
- 終点：愛媛県周桑郡小松町[注釈 3]（西条市小松町新屋敷字新宮原甲1860番5 = 国道11号交点）
- 重要な経過地：北条市[注釈 4]、今治市、東予市[注釈 3]
- 総延長 : 78.8 km[2][注釈 5]
- 重用延長 : なし[2][注釈 5]
- 未供用延長 : なし[2][注釈 5]
- 実延長 : 78.8 km[2][注釈 5]
  - 現道 : 78.8 km[2][注釈 1][注釈 5]
  - 旧道 : なし[2][注釈 5]
  - 新道 : なし[2][注釈 5]
- 指定区間：松山市大手町1丁目1番6 - 西条市小松町新屋敷字新宮原甲1860番5（全線）[3]
- 自動車専用道路：13.0 km（今治小松自動車道）[4]

## 歴史
- 1953年（昭和28年）5月18日 - 二級国道196号松山小松線（松山市 - 愛媛県周桑郡小松町[注釈 3]）として指定施行[5]。
- 1965年（昭和40年）4月1日 - 道路法改正により一級・二級区分が廃止されて一般国道196号として指定施行[1]。

## 路線状況

### 自動車専用道路
- E76 今治小松自動車道（国土交通大臣指定に基づく高規格幹線道路（一般国道の自動車専用道路））

### バイパス
- 松山北条バイパス
- 今治バイパス

### 旧道
- 松山環状線のうち松山市・空港通り2丁目交差点 - 中央2丁目交差点間（約3.0 km）は国道196号に指定されていたが、2021年（令和3年）4月1日に愛媛県と松山市に移管され、愛媛県道18号松山空港線、松山市道松山環状線西部に変更された[6]。

### 道路施設

#### 橋梁
- 新粟井川橋（粟井川、松山市）
- 片山橋（高山川、松山市）
- 河野川橋（河野川、松山市）
- 新難波橋（立岩川、松山市）
- 菊間大橋（菊間川、今治市）
- 吉田橋（品部川、今治市）
- 野間川橋（野間川、今治市）
- 蒼社川大橋（蒼社川、今治市）
- 頓田川橋（頓田川、今治市）
- 元瀬橋（元瀬川、今治市）
- 新開橋（北川、西条市）
- 磯部橋（小向川、西条市）
- 境川橋（境川、西条市）
- 壬生川（にゅうがわ）橋（新川、西条市）
- 大曲川橋（大曲川、西条市）
- 崩口川橋（崩口川、西条市）
- 一ツ橋（一ツ橋川、西条市）
- 吉井橋（広江川、西条市）
- 中山川大橋（中山川、西条市）
- 大日橋（大日川、西条市）

#### トンネル

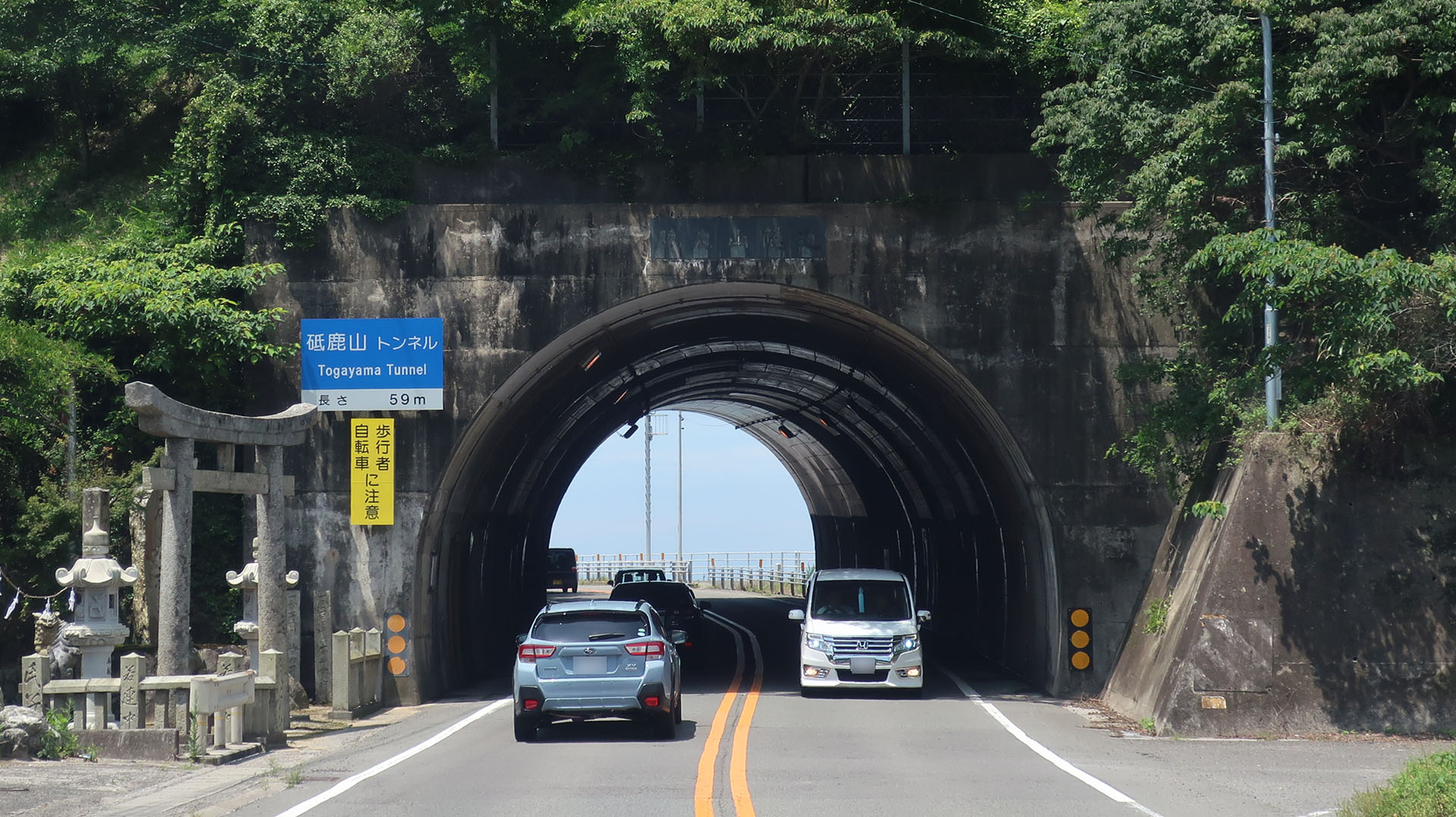
砥鹿山トンネル
愛媛県今治市菊間町

- 大谷トンネル（下り線）：延長481 m、1998年（平成10年）竣工、松山市（松山北条バイパス）
- 大谷トンネル（上り線）：延長459 m、2005年（平成17年）竣工、松山市（松山北条バイパス）
- 粟井坂トンネル（下り線）：延長435 m、1997年（平成9年）竣工、松山市（松山北条バイパス）
- 粟井坂トンネル（上り線）：延長443 m、2006年（平成18年）竣工、松山市（松山北条バイパス）
- 砥鹿山トンネル：延長59 m、1968年（昭和43年）竣工、今治市菊間町

#### 道の駅
- 風早の郷風和里（松山市大浦）
- 今治湯ノ浦温泉（今治市長沢）

## 地理

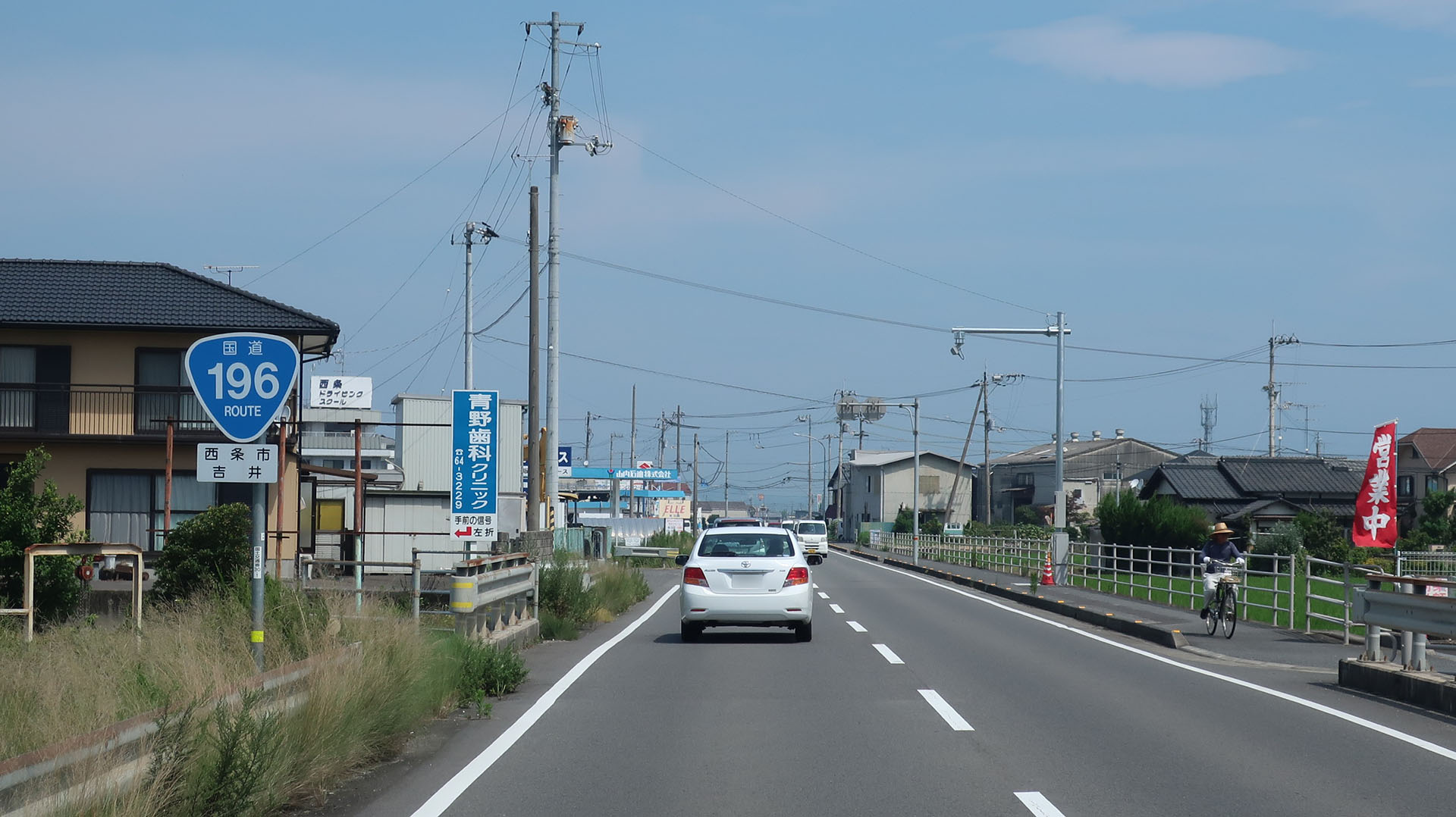
愛媛県西条市石田
（2020年7月撮影）

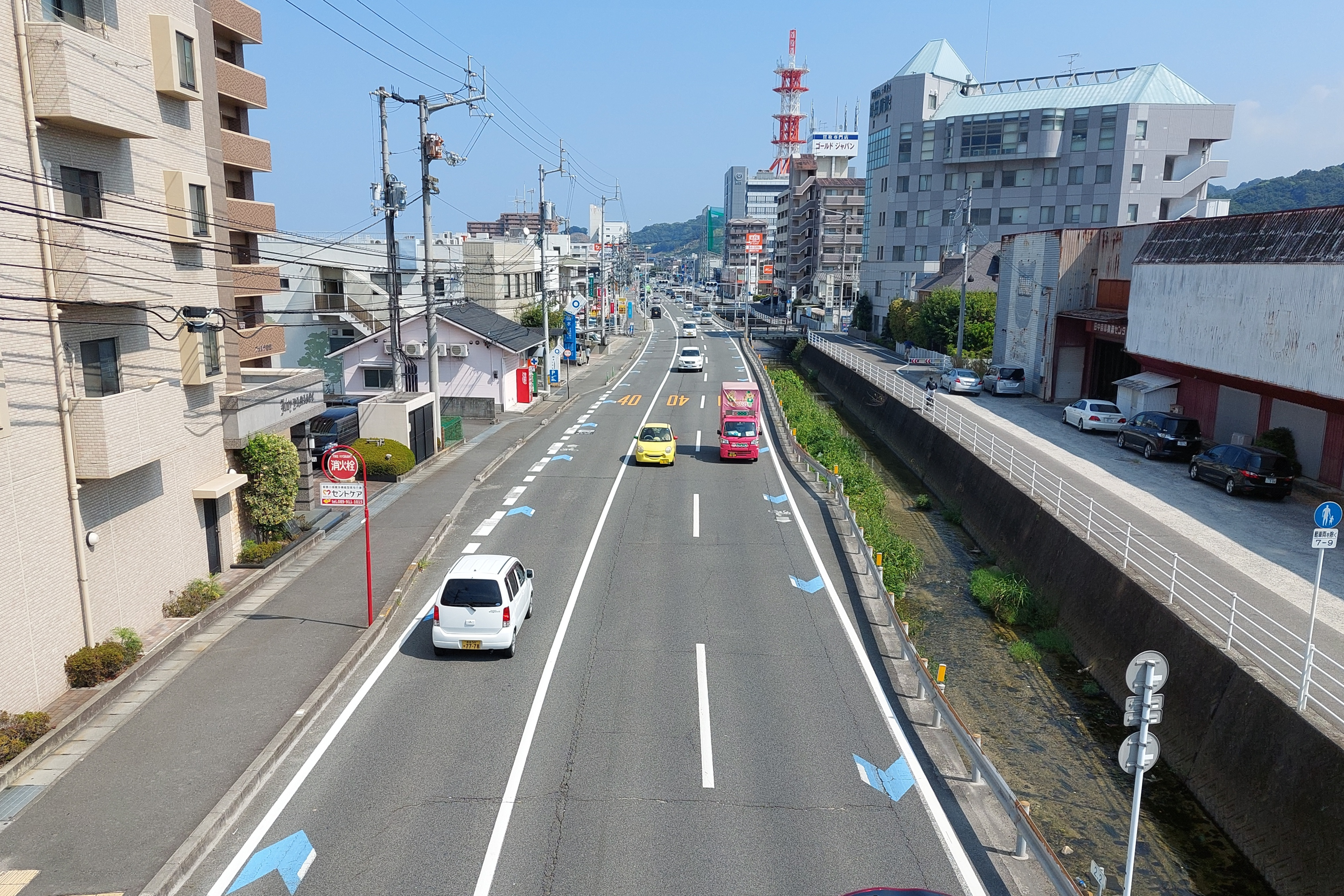
愛媛県松山市山越
（2024年8月撮影）

### 通過する自治体
- 愛媛県
  - 松山市 - 今治市 - 西条市

### 交差する道路
| 交差する道路                                                        | 市町村名 | 交差する場所 | 交差する場所             |
| ------------------------------------------------------------------- | -------- | ------------ | ------------------------ |
| 国道56号 愛媛県道19号松山港線                                       | 松山市   | 大手町1丁目  | 西堀端交差点 / 起点      |
| 愛媛県道187号六軒家石手線                                           | 松山市   | 本町6丁目    | 消防局前交差点           |
| 愛媛県道40号松山東部環状線                                          | 松山市   | 鴨川2丁目    | 大川橋交差点             |
| 愛媛県道347号平田北条線                                             | 松山市   | 平田町       |                          |
| 愛媛県道204号長井方堀江線                                           | 松山市   | 福角町       |                          |
| 愛媛県道204号長井方堀江線 / バイパス                                | 松山市   | 堀江町       |                          |
| 愛媛県道20号松山北条線 愛媛県道347号平田北条線                      | 松山市   | 粟井河原     |                          |
| 愛媛県道178号湯山高縄北条線                                         | 松山市   | 府中         | 府中交差点               |
| 愛媛県道17号北条玉川線                                              | 松山市   | 中西内       | 北中学前交差点           |
| 愛媛県道179号湯山北条線                                             | 松山市   | 下難波       | 下難波交差点             |
| 愛媛県道198号浅海停車場線                                           | 松山市   | 浅海本谷     |                          |
| 愛媛県道339号粟井浅海線                                             | 松山市   | 浅海本谷     |                          |
| 愛媛県道168号菊間停車場線                                           | 今治市   | 菊間町浜     |                          |
| 愛媛県道164号玉川菊間線                                             | 今治市   | 菊間町浜     |                          |
| 愛媛県道167号伊予亀岡停車場線                                       | 今治市   | 菊間町種     |                          |
| 愛媛県道163号鈍川伊予大井停車場線 重複区間起点                      | 今治市   | 大西町脇     | 大西町山之内橋交差点     |
| 愛媛県道163号鈍川伊予大井停車場線 重複区間起点                      | 今治市   | 大西町宮脇   | 大西駐在所前交差点       |
| 愛媛県道155号今治丹原線                                             | 今治市   | 神宮         | 神宮交差点               |
| E76 西瀬戸自動車道                                                  | 今治市   | 山路         | 13 今治IC                |
| 国道317号                                                           | 今治市   | 片山2丁目    | 片山交差点               |
| 愛媛県道162号朝倉伊予桜井停車場線                                   | 今治市   | 長沢         |                          |
| 愛媛県道38号今治波方港線                                            | 今治市   | 長沢         | 長沢交差点               |
| E76 今治小松自動車道                                                | 今治市   | 長沢         | 1 今治湯ノ浦IC           |
| 愛媛県道159号孫兵衛作壬生川線                                       | 今治市   | 孫兵衛作     |                          |
| 愛媛県道48号壬生川丹原線 愛媛県道148号東予港三津屋線                | 西条市   | 三津屋南     | 三津屋南交差点           |
| 愛媛県道13号壬生川新居浜野田線 重複区間起点                         | 西条市   | 北条         |                          |
| 国道11号 / 小松バイパス 愛媛県道13号壬生川新居浜野田線 重複区間終点 | 西条市   | 小松町新屋敷 | 西条市小松町新屋敷交差点 |
| 愛媛県道13号壬生川新居浜野田線 / バイパス                           | 西条市   | 小松町新屋敷 |                          |
| 愛媛県道149号丹原小松線                                             | 西条市   | 小松町新屋敷 | 中山川大橋交差点         |
| 国道11号                                                            | 西条市   | 小松町新屋敷 | 終点                     |

### 交差する鉄道
- 伊予鉄道城北線
- 予讃線

## ギャラリー

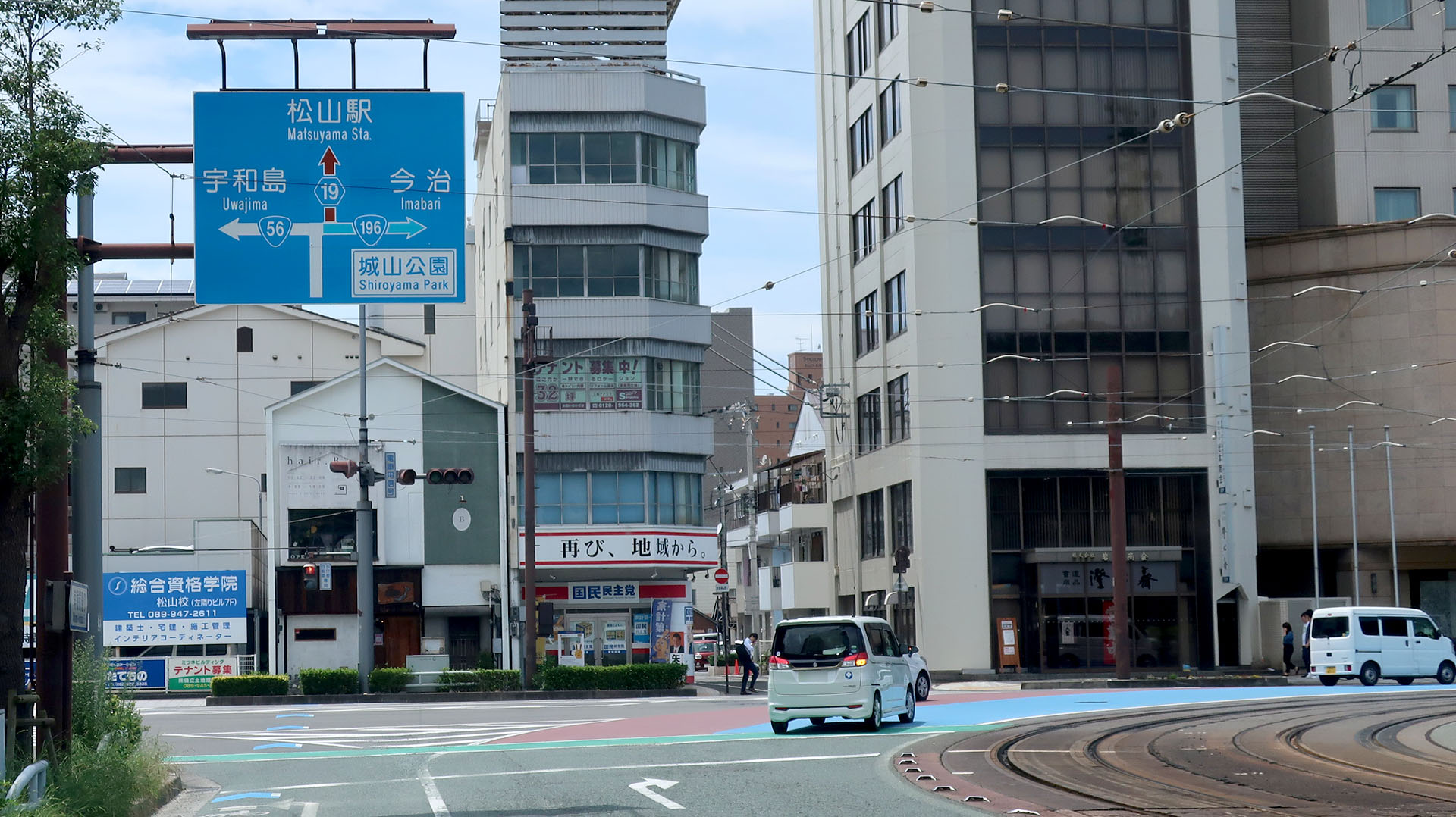
起点の西堀端交差点 愛媛県松山市大手町1丁目
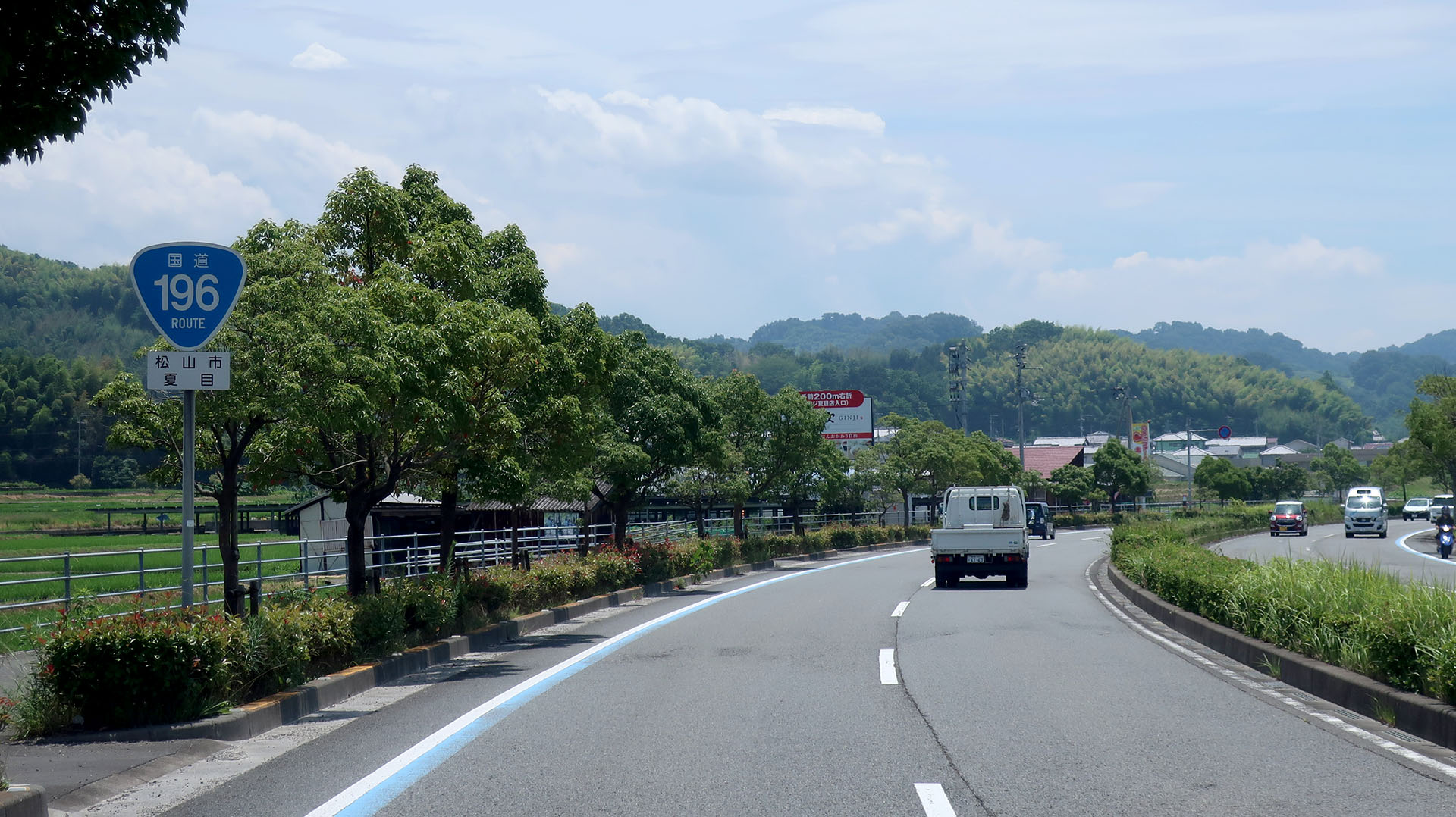
松山北条バイパス 愛媛県松山市夏目
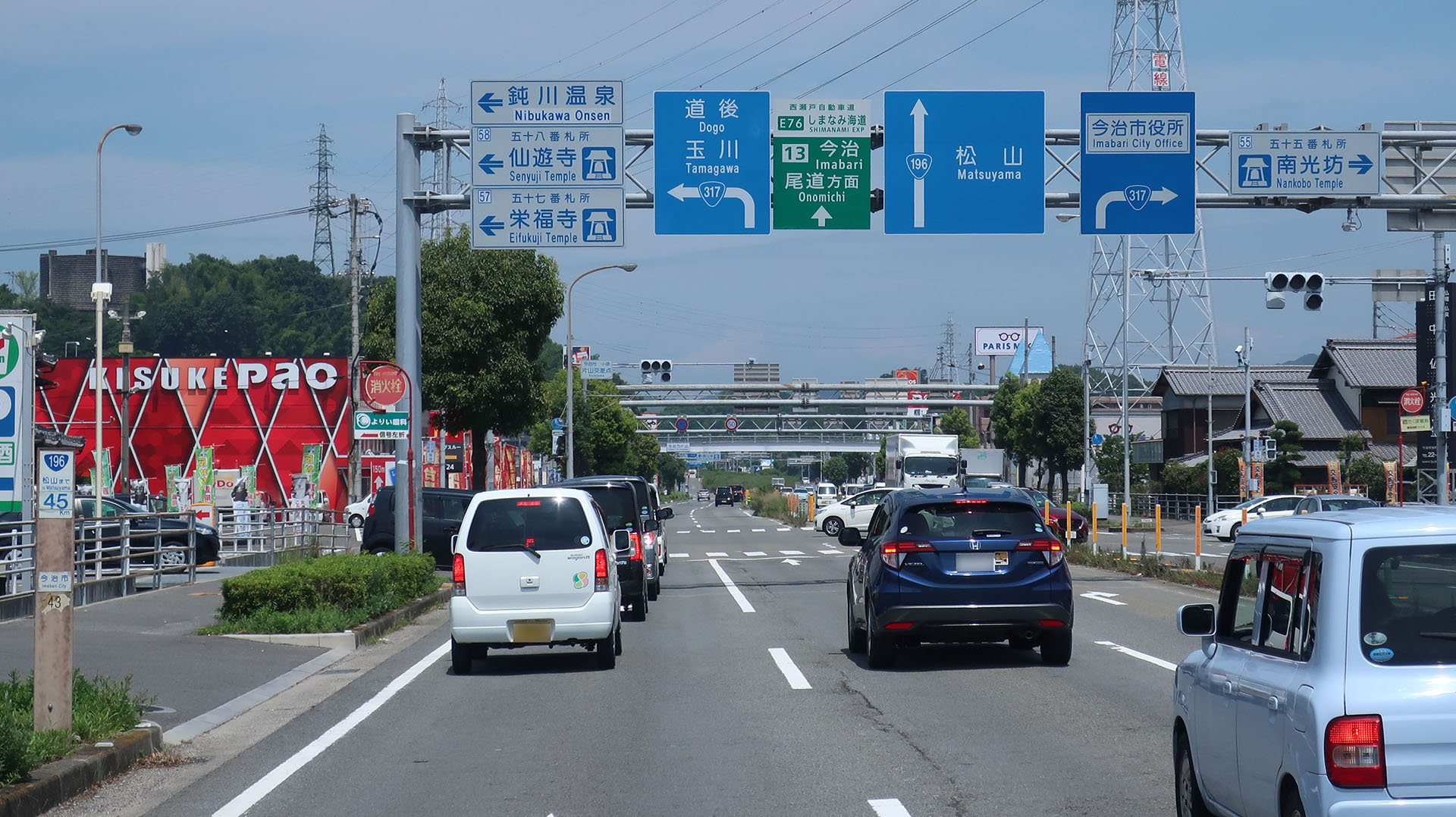
国道317号との交差 今治市・片山交差点
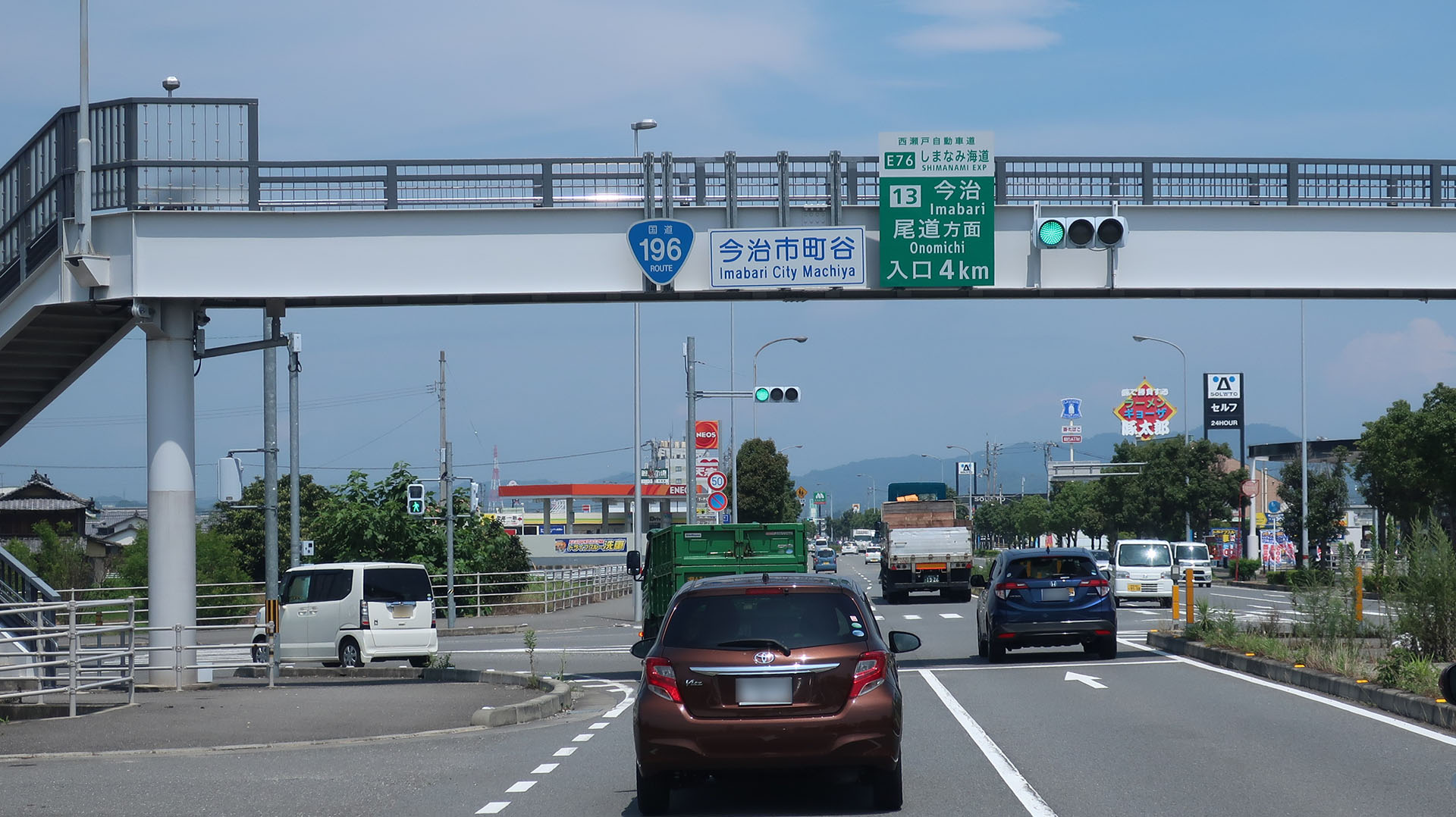
今治バイパス 愛媛県今治市町谷